# Antonija
Antonija je žensko osebno ime.

## Izpeljanke imena
Antica, Antonia, Antonela, Antonjana, Antonjeta, Antonina, Tona, Tončica, Tončika, Tončka, Tonija, Tonika, Tonina, Tonja, Tonka, Tonkica, Tonuška.

## Izvor imena
Ime Antonija izhaja iz latinskega imena Antonia, kar je ženska oblika latinskega imena Antonius, slovensko Anton.

## Pogostost imena
Po podatkih Statističnega urada Republike Slovenije je bilo na dan 31. decembra 2007 v Sloveniji 7.182 oseb z imenom Antonija. Ostale oblike imena, ki so bile na ta dan tudi v uporabi: Antica(7), Antonia(32), Antonela(30), Antonina(15), Tončka(360), Tonija(7), Tonika(7), Tonja(97), Tonka(65). 

## Osebni praznik
Osebe poimenovane z imenom Antonija in njenimi različicami praznujejo god skupaj z Antoni, to je 17. januarja (Anton Puščavnik) ali 13. junija (Anton Padovanski).